# Daignac
Daignac är en kommun i departementet Gironde i regionen Nouvelle-Aquitaine i sydvästra Frankrike. Kommunen ligger i kantonen Branne som tillhör arrondissementet Libourne. År 2022 hade Daignac 470 invånare.

## Befolkningsutveckling
Antalet invånare i kommunen Daignac
Referens:INSEE